# Laila Amezian
Laila Amezian (Antwerpen) is een Belgisch/Marokkaanse zangeres, die zong in verschillende folk- en wereldmuziekbands. Ze zong onder meer bij Oblomow (2001-2005), Studio Pagol (2001-2006), Arabanda (2003-2007), Qayna (2004-2007) en werkte samen met Jaune Toujours, Les Ballets du Grand Maghreb en DJ Grazzhoppa.
In 1998 verscheen haar debuutalbum Initial, dat weinig aandacht kreeg. Op haar tweede album TriOde uit 2013 wordt ze begeleid door de Zweedse celliste Anja Naucler en de Belgische percussionist Stephan Pougin. De naam TriOde staat zowel voor Trio als Ode aan de muziek. Het album slaat een brug tussen Arabische muziek en westerse muziek en eindigde op de 113e plaats op de World Music Charts Europe 2012 en op de 116e plaats in 2013.

## Discografie
- 1998 Initial
- 2013 TriOde (Music & Words)

- Bibliothèque nationale de France: cb169462518 (data)
- MusicBrainz: fa58b934-86b1-409e-9a9e-afebb8e04832
- Virtual International Authority File: 314854132